# ایزو والریل کوآ دهیدروژناز
ایزو والریل کوآ دهیدروژناز (به انگلیسی: Isovaleryl-CoA dehydrogenase) نوعی آنزیم است که واکنش زیر را کاتالیز می‌کند:
3-methylbutanoyl-CoA + acceptor {\displaystyle \rightleftharpoons } 3-methylbut-2-enoyl-CoA + reduced acceptor
بنابراین دو سوبسترای این آنزیم شامل ۳-متیل بوتانوئیل و پذیرنده است. دو محصول این واکنش نیز شامل ۳-متیل بوت-۲-انوئیل کوآ و پذیرنده احیا شده می‌باشد.
این آنزیم به گروه آنزیم‌های اکسیدوردوکتاز تعلق دارد. این آنزیم در تجزیهٔ والین، لوسین و ایزولوسین نقش دارد.